# 트로프 (영화)

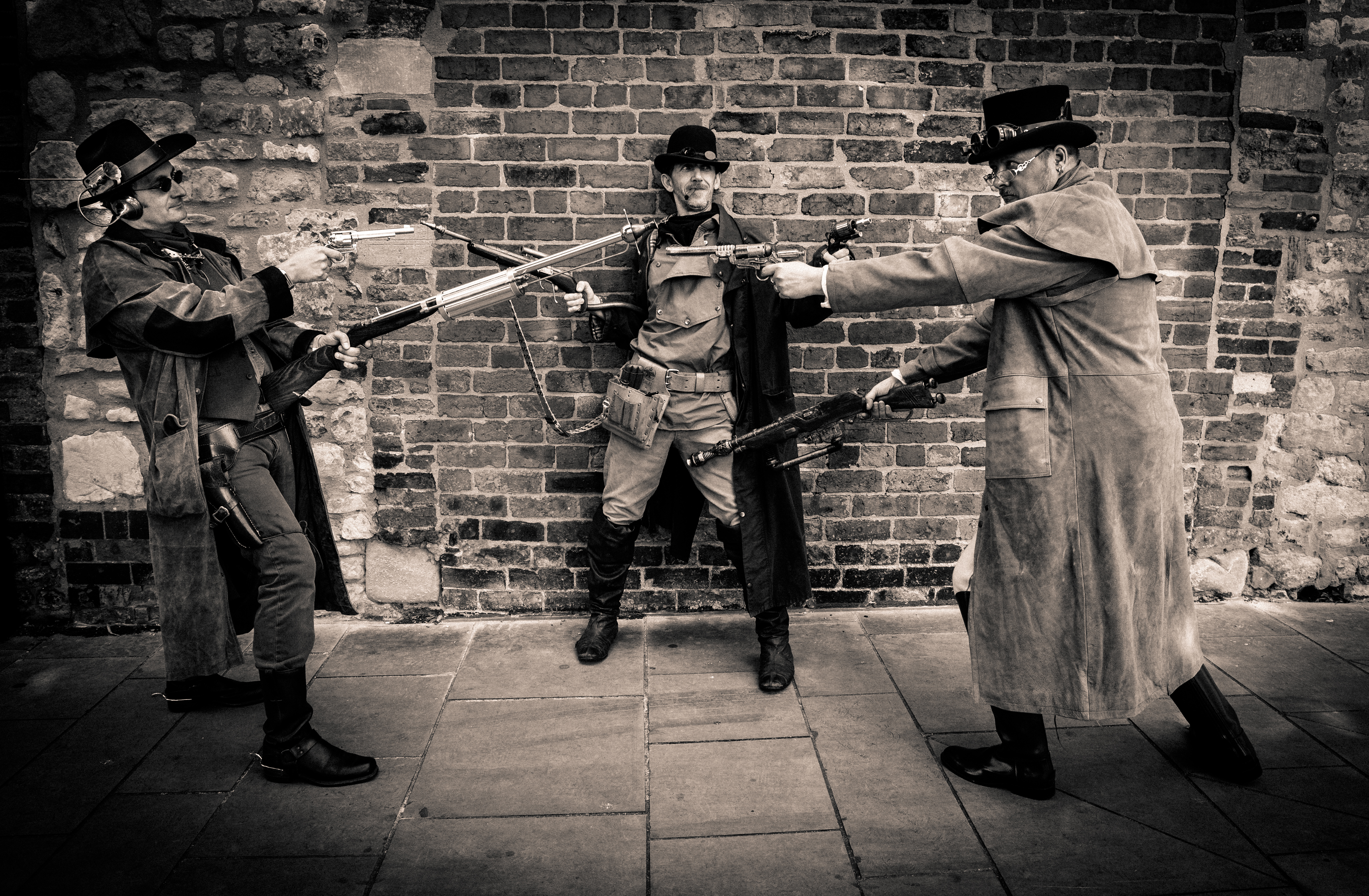
흔한 영화 트로프 중 하나인 "멕시칸 스탠드오프"

영화 용어로 트로프(trope)는 《영화를 위한 아트 디렉션 핸드북》에서 "새로운 시각적 은유를 만들어내는 여러 겹의 맥락적 의미로 가득 찬 보편적으로 식별되는 이미지"로 정의한다. 한국어로는 전의(轉意)로 번역될 수 있다.
흔한 주제의 트로프는 고전 갱스터 영화 속 폭력배들의 흥망성쇠가 있다. 또한 이 영화 장르에서는 종종 떠오르는 갱스터가 새 옷을 사입는 의복 트로프를 특징으로 한다.

## 어원
이 용어는 문학적 의미의 "전의"의 영어 표현(trope)에서 파생된 것으로, 어원 또한 동일하다. 결과적으로는 "돌다, 향하다, 바꾸다, 변하다"라는 뜻을 가진 그리스어 동사 트레페인(τρέπειν)에서 파생한 "돌기, 방향, 길"을 뜻하는 그리스어 명사 트로포스(τρόπος)에서 온 말이다. 전의와 그 분류는 고전 수사학의 중요한 분야였다. 전의에 대한 연구는 현대 비평, 특히 탈구축에서 다시금 다루어졌다. 전의론적 비평(성경 주석의 한 형태인 교훈적 읽기와 다른 개념)은 전의에 대한 역사적 연구로써 "한 시대의 지배적인 전의를 정의"하고 "문학 및 비문학 문헌에서 그러한 전의를 찾는 것"을 목표로 하며, 미셸 푸코의 학제간 연구가 "중요한 전형"이었다.
영어권에서 영화와 관련하여 트로프라는 용어를 사용하는 것은 다른 방언보다 미국 영어에서 더 일반적일 수 있다.

## 영화학
트로프는 영화 기호학의 한 요소로써 외연과 내포를 연결한다. 영화는 다른 예술의 트로프를 재생산하고 자신만의 트로프를 만들기도 한다. 조지 블루스톤은 《소설의 영화화》(Novels Into Film)에서 각색본을 제작할 때 영화적 전의가 문학적 전의에 비해 "극히 제한적"이라고 썼다. 블루스톤은 "[문학적 전의]는... 시각적 활동보다는 상상력 특유의 상징적인 사고를 압축하는 하나의 방식이며... 문자 그대로의 이미지로 변환하면 그 은유가 터무니없게 보일 수 있다."라고 말하였다.

## 같이 보기
- TV 트로프는 영화적 전의와 문학적 전의를 분류하는 웹사이트이다.
- 클리셰

## 참고 문헌
1. ↑  Rizzo, Michael (2014). 《The Art Direction Handbook for Film》 2판. Focal Press. 513쪽. ISBN 978-0-415-84279-2.
2. ↑  McDonald, Tamar Jeffers (2010). 《Hollywood Catwalk: Exploring Costume and Transformation in American Film》. I.B. Tauris. 41쪽. ISBN 978-1-84885-040-8.
3. ↑  〈trope〉, 《Merriam-Webster Online Dictionary》, Springfield, Massachusetts: Merriam-Webster, 2009, 2009년 10월 16일에 확인함
4. 1 2  Childers, Joseph; Hentzi, Gary (1995). 〈Trope〉. 《The Columbia Dictionary of Modern Literary and Cultural Criticism》. New York: Columbia UP. 309쪽. Bibcode:registration. ISBN 9780231072434.
5. ↑  “Trope definition and meaning | Collins English Dictionary”. 《Collins Dictionary》 (영어). 2019년 12월 18일에 확인함.
6. ↑  Monaco, James (1981). 《How to Read a Film: The Art, Technology, Language, History, and Theory of Film and Media》. Oxford University Press. 140쪽. ISBN 978-0-19-502802-7.
7. ↑  Bluestone, George (1957). 《Novels Into Film》. Johns Hopkins University Press. 22쪽. ISBN 978-0-8018-7386-7.

## 더 읽어보기
- Ehrat, Johannes (2005). 《Cinema and Semiotic: Pierce and Film Aesthetics, Narration, and Representation》. Toronto Studies in Semiotics and Communication 2판. University of Toronto Press. ISBN 978-0-8020-3912-5.